# Ти Ви и Новелас (2018)
36º Награди Ти Ви и Новелас (на испански: La XXXVI Entrega de los Premios TVyNovelas) е церемония, на която са наградени най-добрите продукции на компания Телевиса, провела се на 18 февруари 2018 г. в град Мексико. Водещи на церемонията ще са Жаклин Бракамонтес и Инес Гомес Монт. С най-много номинации е отличена теленовелата Поддавам се на изкушението, продуцирана от Хисел Гонсалес.
Големият победител от церемонията е теленовелата Поддавам се на изкушението, с 10 награди, включително в категория Най-добра теленовела. Основните категории на церемонията са: Най-добра теленовела: Поддавам се на изкушението, Най-добра актриса в главна роля: Маите Перони (Готин баща) и Най-добър актьор в главна роля: Себастиан Рули (Готин баща).

## Обобщение на наградите и номинациите
| Теленовела                      | Номинации | Награди |
| Поддавам се на изкушението      | 18        | 10      |
| Двойният живот на Естела Карийо | 17        | 1       |
| Съпругът ми има семейство       | 13        | 2       |
| Готин баща                      | 13        | 4       |
| Признавам се за виновна         | 10        | 1       |
| Влюбвам се в Рамон              | 7         | 0       |
| Без твоя поглед                 | 7         | 0       |
| В диви земи                     | 4         | 0       |
| Обичаният                       | 1         | 0       |
| Мое мило проклятие              | 1         | 0       |

## Номинации

### Теленовели
| Най-добра теленовела Представено от: Фернандо Колунга | Най-добър сценарий или адаптация Представено от: Жаклин Бракамонтес и Инес Гомес Монт |
| --- | --- |
| - Поддавам се на изкушението – (Хисел Гонсалес Салгадо) - Обичаният – (Никандро Диас Гонсалес) - Влюбвам се в Рамон – (Лусеро Суарес) - Признавам се за виновна – (Анджели Несма Медина) - Съпругът ми има семейство – (Хуан Осорио) - Готин баща – (Едуардо Меса)                                 | - Леонардо Бечини – Поддавам се на изкушението - Клаудия Веласко и Педро Армандо Родригес – Двойният живот на Естела Карийо - Ектор Фореро, Пабло Ферер и Марта Хурадо – Съпругът ми има семейство - Хуан Карлос Алкала, Роса Саласар и Фермин Сунига – Признавам се за виновна - Лусеро Суарес, Кармен Сепулведа, Едуин Валенсия и Луис Рейносо – Влюбвам се в Рамон |
| Най-добра актриса в главна роля Представено от: Даниела Кастро и Кристиан де ла Фуенте | Най-добър актьор в главна роля Представено от: Сусана Гонсалес и Хорхе Салинас |
| - Маите Перони – Готин баща - Силвия Наваро – Поддавам се на изкушението - Ариадне Диас – Двойният живот на Естела Карийо - Адриана Лувие – Поддавам се на изкушението - Сурия Вега – Съпругът ми има семейство                                                                                    | - Себастиан Рули – Готин баща - Даниел Аренас – Съпругът ми има семейство - Давид Сепеда – Двойният живот на Естела Карийо - Габриел Сото – Поддавам се на изкушението - Хосе Рон – Влюбвам се в Рамон |
| Най-добра актриса в отрицателна роля Представено от: Асела Робинсън и Хуан Карлос Барето | Най-добър актьор в отрицателна роля Представено от: Анжелик Бойер и Себастиан Рули |
| - Даниела Кастро – Признавам се за виновна - Африка Савала – Двойният живот на Естела Карийо - Хулиета Егурола – Поддавам се на изкушението - Лола Мерино – Съпругът ми има семейство - Лус Елена Гонсалес – Влюбвам се в Рамон                                                                    | - Данило Карера – Двойният живот на Естела Карийо - Алфредо Гатика – Влюбвам се в Рамон - Арат де ла Торе – Поддавам се на изкушението - Едуардо Сантамарина – Без твоя поглед - Педро Морено – Признавам се за виновна |
| Най-добра първа актриса Представено от: Андреа Легарета и Карлос Феро | Най-добър пръв актьор Представено от: Летисия Калдерон и Сесар Евора |
| - Силвия Пинал – Съпругът ми има семейство - Даниела Ромо – В диви земи - Хулиета Егурола – Поддавам се на изкушението - Ракел Панковски – Готин баща - Сайде Силвия Гутиерес – Двойният живот на Естела Карийо                                                                                    | - Хуан Карлос Барето – Готин баща - Адалберто Пара – Поддавам се на изкушението - Алехандро Томаси – Двойният живот на Естела Карийо - Енрике Роча – Признавам се за виновна - Хосе Карлос Руис – Мое мило проклятие |
| Най-добра актриса в поддържаща роля Представено от: Мариана Торес и Фердинандо Валенсия | Най-добър актьор в поддържаща роля Представено от: Африка Савала и Хуан Диего Коварубиас |
| - Диана Брачо – Съпругът ми има семейство - Клаудия Рамирес – Без твоя поглед - Ерика Буенфил – Двойният живот на Естела Карийо - Марисол дел Олмо – Влюбвам се в Рамон - Вероника Хаспеадо – Готин баща                                                                                           | - Карлос Феро – Поддавам се на изкушението - Адриан Ди Монте – Двойният живот на Естела Карийо - Карлос де ла Мота – Без твоя поглед - Рафаел Инклан – Съпругът ми има семейство - Раул Араиса – Готин баща |
| Най-добра актриса във второстепенна роля Представено от: Елисабет Алварес и Данило Карера | Най-добър актьор във второстепенна роля Представено от: Алехандра Барос и Алексис Аяла |
| - Хулия Урбини – Поддавам се на изкушението - Сесилия Тусайнт – Без твоя поглед - Мишел Гонсалес – Готин баща - Оливия Бусио – Съпругът ми има семейство - Ванеса Бауче – Двойният живот на Естела Карийо                                                                                          | - Серхио Мур – Готин баща - Карлос Валенсия – Поддавам се на изкушението - Фабиан Роблес – В диви земи - Марко Мендес – Двойният живот на Естела Карийо - Серхио Рейносо – Без твоя поглед |
| Най-добра млада актриса Представено от: Сара Коралес и Салвадор Сербони | Най-добър млад актьор Представено от: Вероника Монтес и Лус Елена Гонсалес |
| - Ела Велден – Поддавам се на изкушението - Клаудия Мартин – Влюбвам се в Рамон - Фернанда Урдапиета – Готин баща - Скарлет Грубер – Без твоя поглед - Яни Прадо – Двойният живот на Естела Карийо                                                                                                 | - Херман Брако – Поддавам се на изкушението - Алекс Переа – Двойният живот на Естела Карийо - Емануел Орендай – Без твоя поглед - Емануел Паломарес – В диви земи - Хуан Диего Коварубиас – Признавам се за виновна |
| Най-добър оператор Представено от: Жаклин Бракамонтес и Инес Гомес Монт | Най-добър режисьор Представено от: Марилус Бермудес и Гретел Валдес |
| - Армандо Сафра и Луис Родригес – Поддавам се на изкушението - Алехандро Фрутос – Признавам се за виновна - Мануел Барахас и Алехандро Алварес – Двойният живот на Естела Карийо - Мануел Барахас и Алехандро Алварес – Готин баща - Маурисио Мансано и Гилберто Масин – Съпругът ми има семейство | - Ерик Моралес и Хуан Пабло Бланко – Поддавам се на изкушението - Бенхамин Кан и Родриго Сунбос – Двойният живот на Естела Карийо - Бенхамин Кан и Родриго Сунбос – Готин баща - Ектор Бония и Аурелио Авила – Съпругът ми има семейство - Серхио Катаньо и Клаудио Рейес Рубио – Признавам се за виновна |
| Най-добър екип Представено от: Ариадне Диас и Давид Сепеда | Най-добра музикална тема Представено от: Жаклин Бракамонтес и Инес Гомес Монт |
| - Поддавам се на изкушението – (Хисел Гонсалес Салгадо) - Двойният живот на Естела Карийо – (Едуардо Меса) - Признавам се за виновна – (Анджели Несма Медина) - Съпругът ми има семейство – (Хуан Осорио) - Готин баща – (Едуардо Меса) - Влюбвам се в Рамон – (Лусеро Суарес)                     | - „Saturno“; Изпълнител и автор: Пабло Алборан – Поддавам се на изкушението - „Estaré contigo“; Изпълнител и автор: Марко Антонио Солис – В диви земи - „Me declaro culpable“; Изпълнители: Мануел Михарес и Мария Хосе. Автори: Хайме Флорес и Луис Карлос Монрой. – Признавам се за виновна - „Tú eres la razón“; Изпълнители: Los Fontana & Анхелина. Автори: Хорхе Едуардо Мургия и Маурисио Ариага. – Съпругът ми има семейство - „Y me pregunto“; Изпълнител: Хулион Алварес. Автор: Хос Фавела. – Двойният живот на Естела Карийо |

### Сериали
| Най-добър сериал Представено от: Ирина Баева и Хосе Рон                                                                                       | Най-добра актриса в главна роля за сериал Представено от: Клаудия Алварес и Габриел Сото        |
| --- | ----------------------------------------------------------------------------------------------- |
| - Днес ще се променя – Рубен Галиндо и Сантяго Галиндо - Dogma – Леонардо Симброн и Моника Варгас - Имало едно време – Питипол Ибара          | - Мариана Торес – Днес ще се променя - Габриела Роел – Днес ще се променя - Илиана Фокс – Dogma |
| Най-добър актьор в главна роля за сериал Представено от: Галилеа Монтихо и Раул Араиса                                                        |                                                                                                 |
| - Фердинандо Валенсия – Днес ще се променя - Ари Телч – Днес ще се променя - Даниел Мартинес – Dogma - Еухенио Монтесоро – Днес ще се променя |                                                                                                 |

### Предавания
| Най-добро развлекателно предаване Представено от: Лусеро | Най-добро ограничено предаване Представено от: Химена Кордоба и Хулиан Хил                                                                                |
| --- | --- |
| - - Розата на Гуадалупе – Мигел Анхел Ерос - Como dice el dicho – Хеновева Мартинес                                                                                  | - Miembros al aire – (Едуардо Суарес) - Está cañón – Йорди Росадо - Hacen y deshacen – Йорди Росадо - MoJoe – Ракел Рода - Netas divinas – Хавиер Лабрада |
| Най-добра комедия Представено от: Сурия Вега и Даниел Аренас | Най-добра забавна програма Представено от: Майрин Вилянуева и Андрес Паласиос                                                                             |
| - Vecinos – Елиас Солорио - 40 y 20 – Густаво Лоса - Mita y mita – Питипол Ибара - Nosotros los guapos – Гилермо дел Боске - Renta congelada – Педро Ортис де Пинедо | - Hoy – Рейналдо Лопес - ¡Cuentamelo ya! – Нино Канун - El coque va – Хавиер Родригес                                                                     |
| Най-добро реалити Представено от: Нинел Конде и Едуардо Сантамарина                                                                                                  | |
| - La Voz... México – Мигел Анхел Фокс - Bailando por un sueño – Рубен Галиндо и Сантяго Галиндо                                                                      | |

## Специални награди
- Признание за Розата на Гуадалупе за 10 години в ефир.

## Изпълнения
- „Quédate conmigo“ и „Andas en mi cabeza“, изпълнител Чино Миранда
- „Loca“ и „Como yo te quiero“, изпълнител Маите Перони
- „Necesitaría“, изпълнител Лусеро
- „Sutra“ и „Traicionera“, изпълнител Себастиан Ятра